# Christa Köhler
Christa Köhler, född den 18 augusti 1951 i Vilz, är en östtysk simhoppare.
Hon tog OS-silver i svikthopp i samband med de olympiska simhoppstävlingarna 1976 i Montréal.